# Гейбриъл Агбонлахор
Гейбриъл Имуетинян Агбонлахор (на английски: Gabriel Gabby Imuetinyan Agbonlahor) е английски футболист който играе за Астън Вила. Играл е и за отборите на Уотфорд и Шефилд Уензди. Играе и за националния отбор на Англия. Продукт е на академията на Астън Вила. Дебютът му е за Астън Вила е на 18 март 2006 срещу Евертън, като в същия мач отбелязва и първия си гол за Вила. На 17 август 2008 отбелязва „перфектен“ хеттрик (гол с глава, десен и ляв крак) срещу Манчестър Сити. Той е сред най-бързите професионални играчи в света, а през сезон 2008/2009 е номиниран за Млад играч на годината на ПФА.